# Episodi di Girls (quarta stagione)
La quarta stagione della serie televisiva Girls è stata trasmessa sul canale statunitense HBO dall'11 gennaio al 22 marzo 2015.
In Italia, l'intera stagione è stata resa disponibile il 1º giugno 2020 su Sky Box Sets e trasmessa sul canale satellitare Sky Atlantic dal 1º al 5 giugno 2020.
| n° | Titolo originale            | Prima TV USA     | Pubblicazione Italia |
| -- | --------------------------- | ---------------- | -------------------- |
| 1  | Iowa                        | 11 gennaio 2015  | 1º giugno 2020       |
| 2  | Triggering                  | 18 gennaio 2015  | 1º giugno 2020       |
| 3  | Female Author               | 25 gennaio 2015  | 1º giugno 2020       |
| 4  | Cubbies                     | 8 febbraio 2015  | 1º giugno 2020       |
| 5  | Sit-In                      | 15 febbraio 2015 | 1º giugno 2020       |
| 6  | Close-Up                    | 22 febbraio 2015 | 1º giugno 2020       |
| 7  | Ask Me My Name              | 1º marzo 2015    | 1º giugno 2020       |
| 8  | Tad & Loreen & Avi & Shanaz | 8 marzo 2015     | 1º giugno 2020       |
| 9  | Daddy Issues                | 15 marzo 2015    | 1º giugno 2020       |
| 10 | Home Birth                  | 22 marzo 2015    | 1º giugno 2020       |

## Iowa
- Diretto da: Lena Dunham
- Scritto da: Lena Dunham e Judd Apatow

### Trama
Hannah ha venticinque anni e si prepara a partire per l'Iowa, dove frequenterà la specialistica. È spiazzata dalla reazione degli altri: Adam appare freddo e distaccato, e Jessa la accusa di fuggire dai problemi. Intanto Marnie e Desi suonano a un jazz brunch disastroso, mentre Shoshanna si laurea in brand management alla Università di New York (senza cerimonie particolari).

## Triggering
- Diretto da: Lena Dunham
- Scritto da: Jenni Konner e Lena Dunham

### Trama
Inizialmente la vita in Iowa sembra più facile che a New York, ma a poco a poco il fascino comincia a svanire e Hannah inizia a sentirsi sottovalutata, incompresa e fuori posto. Anche al laboratorio di scrittura creativa un suo racconto suscita reazioni negative da parte dei compagni di corso. Per fortuna, a risollevarla arriva Elijah.

## Female Author
- Diretto da: Jesse Peretz
- Scritto da: Sarah Heyward

### Trama
Mentre Elijah si ambienta in Iowa con facilità, il rapporto tra Hannah e i compagni di corso va di male in peggio, lei è bloccata e non riesce più a scrivere. Intanto a New York Shoshanna sostiene con successo il suo primo colloquio di lavoro, per poi sabotarlo all'ultimo momento. Incoraggiata da Ray, Marnie confessa a Desi di non voler più fare l'amante. E Jessa trascina Adam nella sua vita incasinata.

## Cubbies
- Diretto da: Jesse Peretz
- Scritto da: Bruce Eric Kaplan

### Trama
I colloqui successivi vanno piuttosto male e Shoshanna comincia a sentirsi insicura. Per strada incontra un Ray fuori di sé a causa dell'inquinamento acustico che, con l'entrata in vigore del nuovo piano traffico, ha invaso il suo quartiere (un tempo tranquillo). Mentre lo accompagna a fare shopping gli confessa di averlo amato davvero e di sentirsi in colpa per aver rovinato la loro storia. Nel cuore della notte, Desi bussa alla porta di Marnie dopo aver rotto con Clementine. Finalmente, durante una cena fuori con il padre, Hannah si rende conto che non vuole più restare in Iowa. Ma di ritorno a New York, ad aprire la porta del suo vecchio appartamento trova Mimi-Rose, la nuova ragazza di Adam.

## Sit-In
- Diretto da: Richard Shepard
- Scritto da: Paul Simms e Max Brockman

### Trama
Hannah si barrica nella sua vecchia camera. Scopre che Adam si è disfatto di tutte le sue cose e le ha portate in un deposito a Fort Greene; che è stata Jessa a presentargli Mimi-Rose e che lui ora è più felice. Quando Adam le confessa che alla sua partenza per l'Iowa si era sentito sollevato, Hannah capisce che (per quanto sia doloroso) deve lasciarlo andare e lui si trasferisce da Mimi-Rose.

## Close-Up
- Diretto da: Richard Shepard
- Scritto da: Murray Miller

### Trama
Durante un colloquio con la ditta produttrice di zuppe istantanee Madame Tinsley's, Shoshanna conosce Scott, che non le offre un impiego ma la invita a uscire con lui. A un'assemblea municipale Ray si scontra con l'arroganza dei politici locali. Proprio mentre cominciano ad affermarsi Marnie e Desi si rendono conto di aver idee profondamente diverse sulla loro band. Adam scopre che, a sei settimane dall'inizio della loro storia, Mimi-Rose ha avuto un aborto senza parlarne prima con lui. Elijah va a vivere nell'appartamento di Hannah e, involontariamente, le suggerisce una prospettiva lavorativa che lei non aveva considerato: darsi all'insegnamento.

## Ask Me My Name
- Diretto da: Tricia Brock
- Scritto da: Murray Miller e Jason Kim

### Trama
Hannah fa la supplente all'istituto privato St Justine, dove conosce Fran, l'insegnante di storia che la invita a bere qualcosa insieme quella sera. L'appuntamento procede bene fin quando Hannah non porta Fran allo spettacolo teatrale scritto da Mimi-Rose. Lui pensa che la propria presenza lì serva solo a far ingelosire Adam e se ne va. Nel corso della serata, Hannah rivaluta Mimi-Rose e ne è affascinata, mentre Adam incontra Ace, il suo ex, convinto che Mimi-Rose tornerà presto con lui.

## Tad & Loreen & Avi & Shanaz
- Diretto da: Jamie Babbit
- Scritto da: Lena Dunham e Jenni Konner

### Trama
Hannah trascorre del tempo libero con la sua alunna Cleo e la convince a farsi un doloroso piercing al frenulo. Tornata a scuola, chiede a Fran un secondo appuntamento, ma lui la respinge definendola una persona troppo melodrammatica. Shoshanna aiuta Ray nella campagna elettorale municipale e scopre che lui è innamorato di Marnie. Quindi, a cena con Scott cerca di far colpo su di lui. Marnie si arrabbia con Desi, che ha speso i duemila dollari del loro anticipo in pedali per la chitarra. Ma lui si fa perdonare chiedendole di sposarlo. Nel frattempo, il padre di Hannah Tad confessa alla moglie Loreen di essere gay.

## Daddy Issues
- Diretto da: Jesse Peretz
- Scritto da: Paul Simms

### Trama
Hannah non riesce a capire come i suoi genitori possano voler restare insieme anche dopo il coming out di Tad. Jessa ha una storia con Ace ma, quando capisce che lui vorrebbe solo tornare con la sua ex, lo molla. Attratta sia da Ace che da Adam, Mimi-Rose preferisce scegliere di stare da sola e lascia Adam. Ray vince le elezioni come presidente del Community Board 8. Durante i festeggiamenti, Marnie annuncia che sposerà Desi.

## Home Birth
- Diretto da: Lena Dunham
- Scritto da: Jenni Konner, Lena Dunham e Judd Apatow

### Trama
Shoshanna riceve finalmente una proposta di lavoro: Abigail le offre un impiego nel marketing, ma se vuole accettarlo Shoshanna dovrà essere disponibile a trasferirsi subito a Tokyo. Scott la implora di restare e lavorare con lui da Madame Tinsley's. Incalzato dalle sue domande, Ray confessa a Desi di nutrire una profonda antipatia per lui, che ha sempre trattato malissimo Marnie e non la meriterà mai. Più tardi Desi non si presenta al concerto e Marnie è costretta a esibirsi come solista. Caroline dà alla luce la figlia sua e di Laird. Davanti all'incubatrice, Adam chiede a Hannah di tornare con lui, ma lei lo rifiuta. Sei mesi dopo, Hannah e Fran affrontano insieme l'inverno newyorkese da fidanzatini.